# Gál Krisztián
Gál Krisztián (Eger, 1973. július 4. –) grafikus, képzőművész.

## Élete
A Magyar Képzőművészeti Egyetemen diplomázott 1996-ban. Mesterei Molnár Kálmán, Auth Attila, később Krzysztof Ducki voltak. 1998-ban saját kreatív stúdiót alapított Leon Creatives (később Creativon) néven. 2006-2011 között a Unit magazin művészeti vezetője volt. Elkötelezett folytatója a magyar plakátművészetnek, 2010-től tagja a Magyar Plakát Társaságnak. Alapító tagja a Bükki művésztelepnek és a plakátművészeti programokat szervező Opla Projektnek. Főként kulturális témájú plakátokat készít, valamint jelentős hazai és külföldi jazz zenészek és különleges zenei produkciók albumait, plakátjait tervezte. Kiállításain plakátok és autonóm munkák, – melyek általában egy tematikát kidolgozó sorozatok egyaránt láthatók. (pl. Logosz és Káosz, Az Életre!, Brut, Összecserélt címek, Robotvér 1-3.) Rendszeresen vesz részt hazai és nemzetközi biennálékon, kiállításokon, melyeken több díjat is nyert. 2014-óta tanít plakáttervezést, experimentális grafikát, a Budapesti Metropolitan Egyetem Művészeti és Kreatívipari Karán.
Munkásságára jellemző a nyughatatlan kísérletezés és keresés; „Felfogásában a konstruktív grafikai szemléletet ütközteti egy szabadabb, expresszívebb grafikai világgal. Munkái ezáltal válnak autonóm képzőművészeti alkotássá.” Kedvelt építőeleme a vonal és egyfajta „kollázs szemlélet”, amely gondolatilag, vagy vizuálisan is megjelenik munkáiban, kiállításain. Művészeti érdeklődése és tevékenysége folyamatos egyensúlyozás és átjárás a különféle manuális és digitális képalkotási módszerek, valamint a tervezőgrafika és az autonóm művészet között.

## Kiállítások
- 2023 Embervágás – Art9 Galéria, Budapest
- 2021 Színházi plakátok – köztéri kiállítás, Sopron
- 2019 Robotvér 3 – Art9 Galéria, Budapest
- 2018 Robotvér 2 – Art9 Galéria, Budapest
- 2018 Faltörő – The Hatchery (Keltető), Budapest
- 2017 Összecserélt címek – Vikovics ház, Eger
- 2017 Robotvér 1 – Art9 Galéria, Budapest
- 2016 Brut – Artbázis, Budapest
- 2014 Plakátok! – Eötvös József Főiskola Gyakorló Általános Iskola, Baja
- 2014 2 Poster Designer – Cieszyn, Lengyelország
- 2013 Hetérák mosolya – Part 12 Galéria, Budapest
- 2012 Petőfi Színház, Veszprém
- 2012 Tett – Arcus galéria, Vác (Adorján Attilával)
- 2012 Nem játék – Eperkert Galéria (Gozsdu Udvar), Budapest
- 2011 Művészetek Háza, Pilisvörösvár
- 2011 Logos és Káosz – Cervantes Intézet, Budapest
- 2010 Por la Vida! – Alicante, Spanyolország
- 2010 Az Életre! – Cervantes Intézet, Budapest
- 2009 Zenevonal – Lumen Galéria, Budapest
- 2000 Bit Man – Művész Mozi, Budapest
- 1995 Ifjúsági Ház, Eger

## Csoportos kiállítások
- 2023 Új távlatok (MGSZ), Vizivárosi galéria, Budapest
- 2023 Tervezés Anatómiája – MKISZ, Budapest
- 2023 Összhang – Art9 Galéria, Budapest
- 2023 Aranyrajzszög díj és kiállítás – MOME, Budapest
- 2023 OPLA – MPT Plakátváros – köztéri kiállítás, Budapest
- 2023 A kocka el van vetve – Tranzit Art Cafe, Budapest
- 2022 II_Iparmuveszeti Nemzeti Szalon – Műcsarnok, Budapest
- 2022 Aranyrajzszög díj és kiállítás – MOME, Budapest
- 2022 Nemzetközi Grafikai Fesztivál – M21 Galéria, Pécs2022 GraphicPécs, Nemzetközi grafikai fesztivál, Pécs
- 2022 Aranyrajzszög díj és kiállítás MOME, Budapest
- 2022 Hommage Hantai (MPT) plakátkiállítás – Biatorbágy, Juhász Ferenc MK
- 2022 Budapest Születésnap (MPT) – köztéri plakátkiallítás, Budapest
- 2021 Typoplakatok – Český Těšín, Csehország
- 2021 EvpArt'21 – International Exhibition of Theatre Poster, Evpatoria
- 2021 Aranyrajzszög díj és kiállítás – MOME, Budapest
- 2021 Opla tagok plakátkiállítása – Szimpla Kert, Budapest
- 2020 Aranyrajzszög díj és kiállítás – MOME, Budapest
- 2020 Grafikai Biennálé – Békéscsaba
- 2020 Magyar Plakát Társaság kiállítása, Bukarest
- 2020 OPLA – MPT Plakátváros – köztéri kiállítás, Budapest
- 2019 Bauhaus Ünnep című kiállítás-sorozat, Balassi Intézet, Brüsszel, Pécsi Galéria, FUGA Építészeti Központ, Budapest, Magyar Intézet, Párizs
- 2019 Plaster – Nemzetközi plakátművészek, Torun, Lengyelország
- 2019 Typozóna 3 – Templom Galéria, Eger
- 2019 Tizenegy – A Bükki Művésztelep kiállítása, MANK Galéria, Szentendre
- 2018 PosterFest, Tesla, Budapest
- 2018 Masters Students – Szimpla Kert, Budapest
- 2018 Plakátok – Dydo Poster Gallery, Krakkó
- 2018 Budapest Like Posters – Szimpla Kert, Budapest
- 2018 Aranyrajzszög díj és kiállítás (Graphifest) Tesla, Budapest
- 2018 Lubalin 100 – Tesla, Budapest
- 2018 Typozóna – Templom Galéria, Eger
- 2016 PosterFest, ELTE, Gömb aula, Budapest
- 2016 III. Egri Tematikus Tárlat, Vitkovics Alkotóház, Eger
- 2016 Bükki Művésztelep kiállítása, K11 Galéria, Budapest
- 2016 Terítve – Kortárs Művészeti Vásár, Latarka Galéria, Budapest
- 2016 Elmúlt 10 év plakátjai (válogatás az MPT tagjainak munkáiból), A vértes Agorája, Tatabánya
- 2016 Hommage a Vasarely, Pécsi Galéria, Pécs
- 2016 Budapest Like – művészplakátok a Kazinczy utcában, Budapest
- 2016 Budapest Like Posters, Klebelsberg Kultúrkúria, Budapest
- 2015 III. Nemzetközi Rajz- és Képgrafikai Biennálé, Rómer Flóris Művészeti és Történeti Múzeum kiállítótere (Esterházy-palota) Győr
- 2015 B1/B’32 Plakátkiállítás a Magyar Kultúra Napja alkalmából, B’32 és Trezor Galéria, Budapest
- 2015 A Magyar Plakát Társaság plakátjaiból, Klebelsberg Kultúrkúria, Budapest
- 2015 Graphifest, Budapest
- 2015 Global Warming, Greenpeece plakátok
- 2015 8th Virtual Biennale, Prága
- 2015 Tavaszi terítés, Latarka Galéria, Budapest
- 2015 Plakát selfie, FUGA Építészeti Központ, Budapest
- 2014 Plakátok! – Eötvös József Főiskola Gyakorló Általános Iskola, Baja
- 2014 Ybl 200 – Magyar Építőművészek Szövetsége Székháza, Budapest
- 2014 Tavaszi terítés, Latarka Galéria, Budapest
- 2014 Bartók 30 – Plakát kiállítás, Szombathely
- 2014 Aranyrajzszög díj és kiállítás (Graphifest) Várkert Bazár, Budapest
- 2014 Tavaszi terítés – Latarka Galéria, Budapest
- 2014 Ybl 200 – Magyar Építőművészek Szövetsége Székháza, Budapest
- 2014 Bartók 30 – Plakát kiállítás, Szombathely
- 2014 Aranyrajzszög díj és kiállítás – (Graphifest) Design Terminál, Budapest
- 2013 Pizza all’ Ungherese – Római Magyar Akadémia, Róma
- 2013 Plakátok a FUGA-ban – FUGA Építészeti Központ, Budapest
- 2013 Pizza all’ Ungherese – Olasz Intézet, Budapest
- 2013 Posters from Pécs to Rome – Pécsi Galéria
- 2012 Urbánus folklór (Graphifest) – Design Terminal, Budapest
- 2012 Öt év nyomán – Kis Zsinagóga, Eger
- 2012 Climatic Change – Plakát kiállítás, Képviselőház, Budapest
- 2012 Visual Pollution – Józsefvárosi Galéria, Budapest
- 2011 Cartel Para No Olvidar – International Poster Exibithion, Bogota
- 2011 Visual Pollution – Plakát ház, Nagykanizsa
- 2011 International Poster Biennale, Lahti
- 2010 Chopin-Zene-Liszt – Lengyel Intézet, Budapest
- 2010 Goetheorie (Graphifest) – Design Terminal, Budapest
- 2010 Diskriminace / Discrimination – Virtual Biennale, Prága
- 2010 Chopin-Zene-Liszt – Węgierski Instytut Kultury, Warsó
- 2010 Budapest Jazz Club (a Bükki művésztelep alkotóival)
- 2009 Az év filmplakátja – Uránia Mozi, Budapest
- 2006 Artweek, Aabenraa – Dánia
- 2000 XVII. Országos Akvarell Biennálé, Eger
- 1996 Felhőkarcolók csoport Hotel Aquincum, Budapest

## Írások
- Kollázsmegnyitó 2018
- Dal, vonal, szerelem (Műtermi versek) 2012
- Őszinte nyomok (Riszard Kaizer kiállításához) 2011
- Graffiti Dilema (Unit magazin) 2006

## Társasági tagság
- Magyar Grfaikusművészek Szövetsége (MGSZ)
- Magyar Alkotóművészek Országos Egyesülete (MAOE)
- Magyar Tervezőgrafikusok és Tipográfusok Társasága (MATT)
- Bükki Művésztelep Egyesület
- Magyar Plakát Társaság (MPT)
- Magyar Képzőművészek és Iparművészek Szövetsége (MKISZ)

## Díjak
- 2023 Magyar Plakátművészetért díj
- 2016 III. Egri Tematikus Tárlat – első díj
- 2010 Chopin-Zene-Liszt nemzetközi plakátverseny különdíja
- 2009 az Év Filmplakátja – szakmai díj